# 사가미코역
사가미 호 역(일본어: 相模湖駅, さがみこえき)은 일본 가나가와현 사가미하라시 미도리구에 있는 JR 동일본 주오 본선(쾌속)의 철도역이다.

## 타는 곳
| 1 | ■주오 본선 | 오쓰키・고후・고부치자와 방면       |
| 2 | ■주오 본선 | 상하행선 공유（대피선）             |
| 3 | ■주오 본선 | 다카오・다치카와・신주쿠・도쿄 방면 |

## 역세권 정보
- 사가미 호

## 인접역
| 동일본 여객철도 주오 본선  | 동일본 여객철도 주오 본선 | 동일본 여객철도 주오 본선  |
| -------------------------- | ------------------------- | -------------------------- |
| JC 24 다카오 도쿄 방면     | 주오 쾌속선               | JC 26 후지노 오쓰키 방면   |
| JC 24 다카오 다치카와 방면 | 주오 본선 보통            | JC 26 후지노 마쓰모토 방면 |